# Ultratour des 4 massifs
L'Ultratour des 4 massifs, ou Ut4M est un ultratrail disputé chaque année. Sa particularité est de traverser les quatre massifs de la région grenobloise, dans l'ordre : le massif du Vercors, le massif du Taillefer, la chaîne de Belledonne et le massif de la Chartreuse.

## Parcours
Cet ultratrail démarre à Seyssins, non loin de Grenoble. Le premier massif traversé est le Vercors, en passant par Le Moucherotte (1 901 m), puis Lans-en-Vercors et le pic Saint-Michel (1 966 m, point culminant de l'étape). Les coureurs descendent ensuite vers Vif, et rejoignent le massif du Taillefer par le lac Laffrey et l’Alpe du Grand Serre. Le point culminant de la course en Taillefer est atteint au pas de la Vache à 2 337 m d’altitude. Avant de rejoindre Belledonne, le parcours passe par le lac du Poursollet et redescend vers Rioupéroux. La course continue à la croix de Chamrousse (2 253 m), le col de Freydane (2 645 m, point culminant en Belledonne du parcours) et redescend vers la vallée du Grésivaudan pour se diriger vers le massif de la Chartreuse. Les coureurs enchaînent l’Emeindras, Chamechaude (2 082 m point culminant en Chartreuse, sommet non atteint cependant) et le mont Saint-Eynard. Le retour vers Grenoble se fait via les contreforts du mont Rachais et le fort de la Bastille. La course se finit en plein centre de Grenoble, sur la place Victor Hugo.

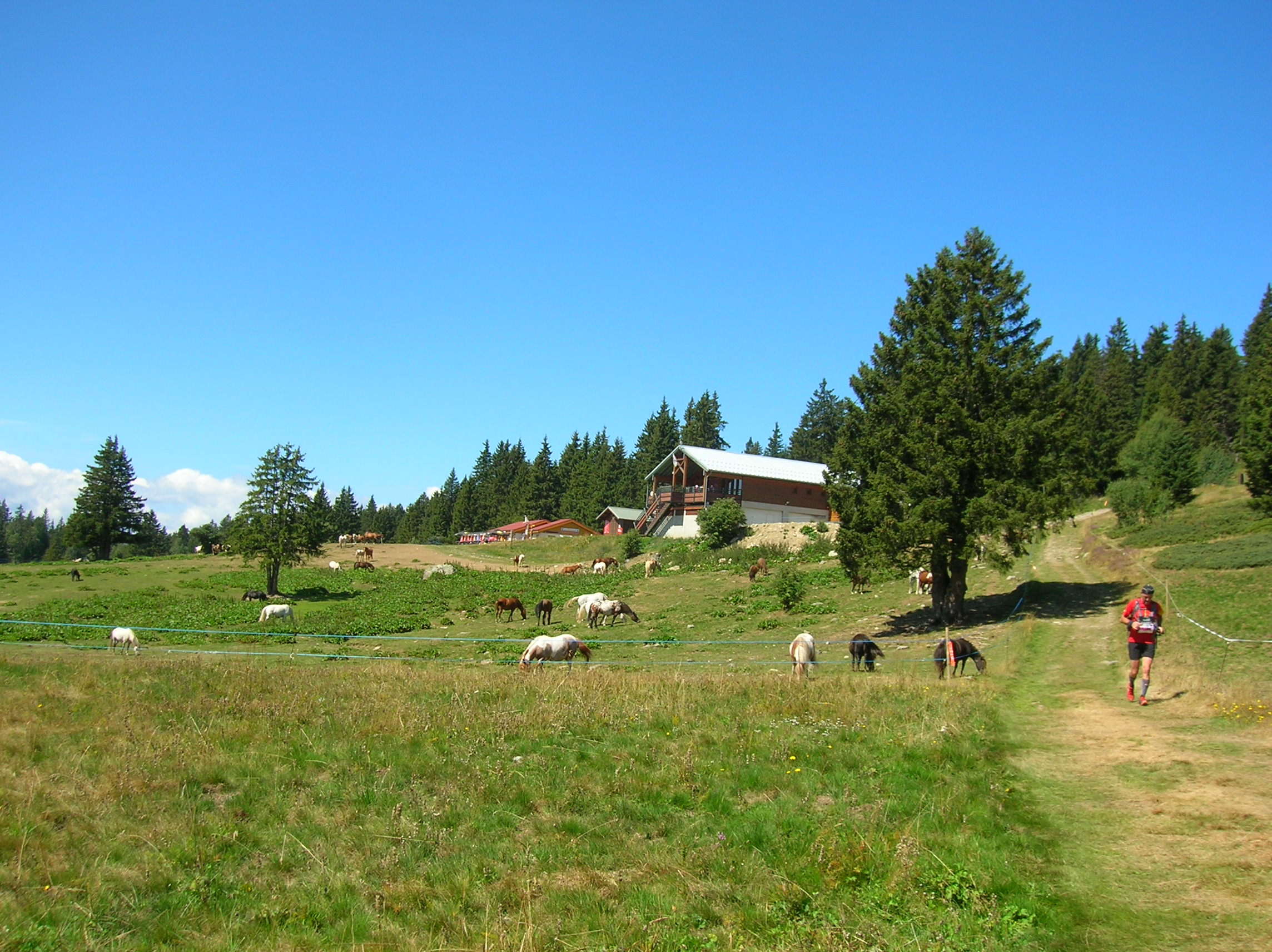
Traversée de la tourbière de l'Arselle.
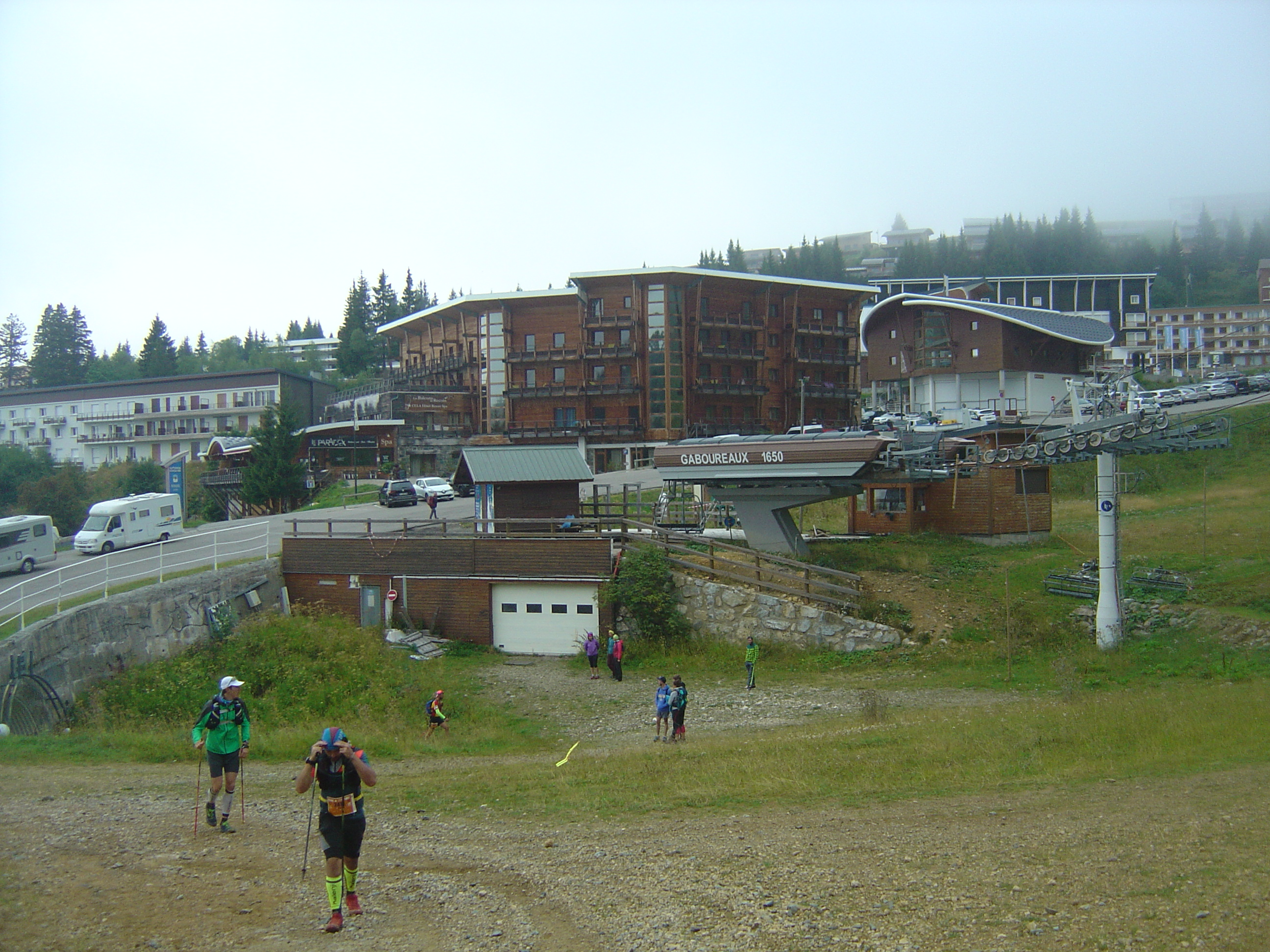
Le Recoin (Chamrousse) sur le parcours de 95 km.
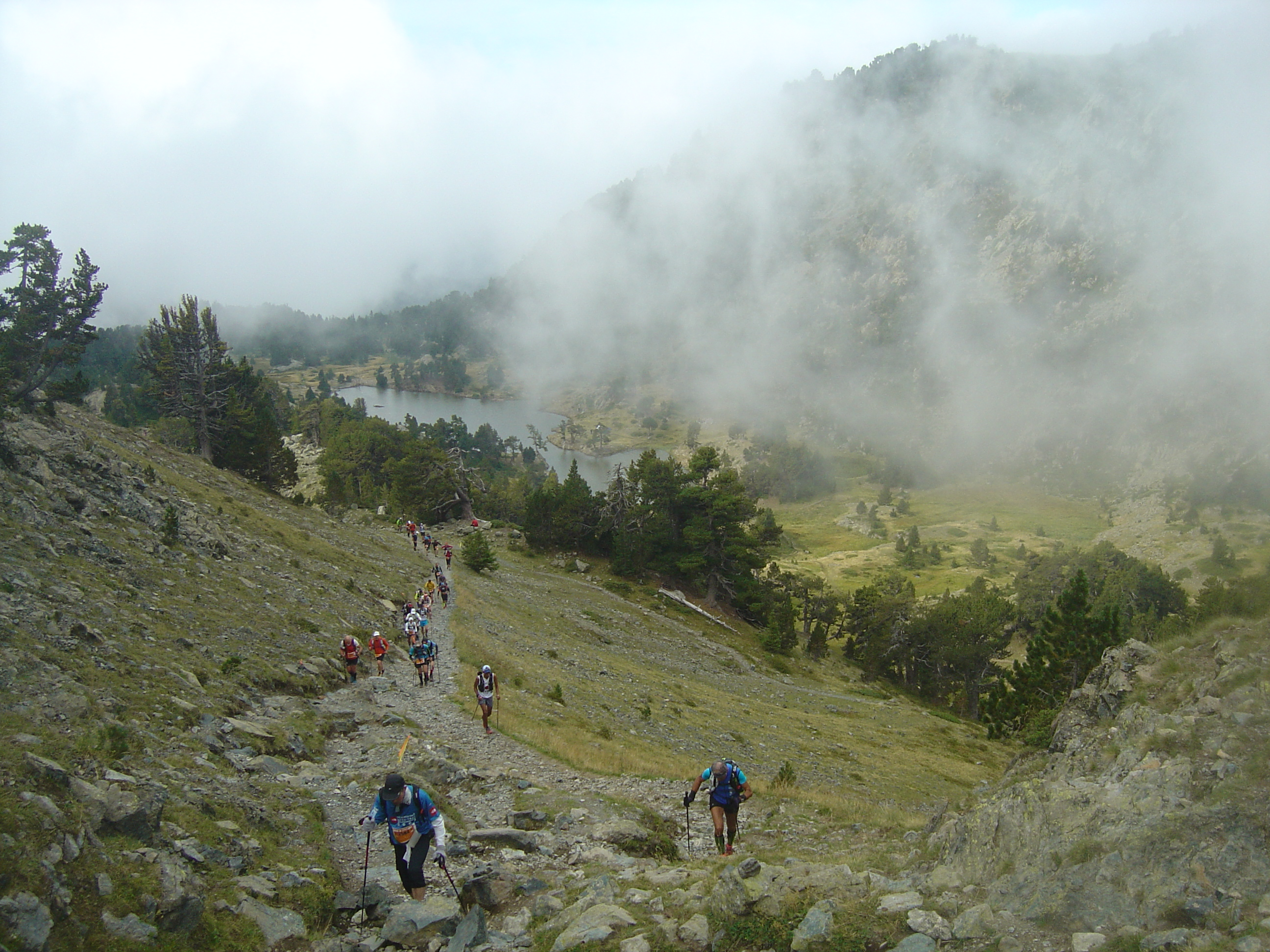
Passage à côté du lac Achard plus bas.
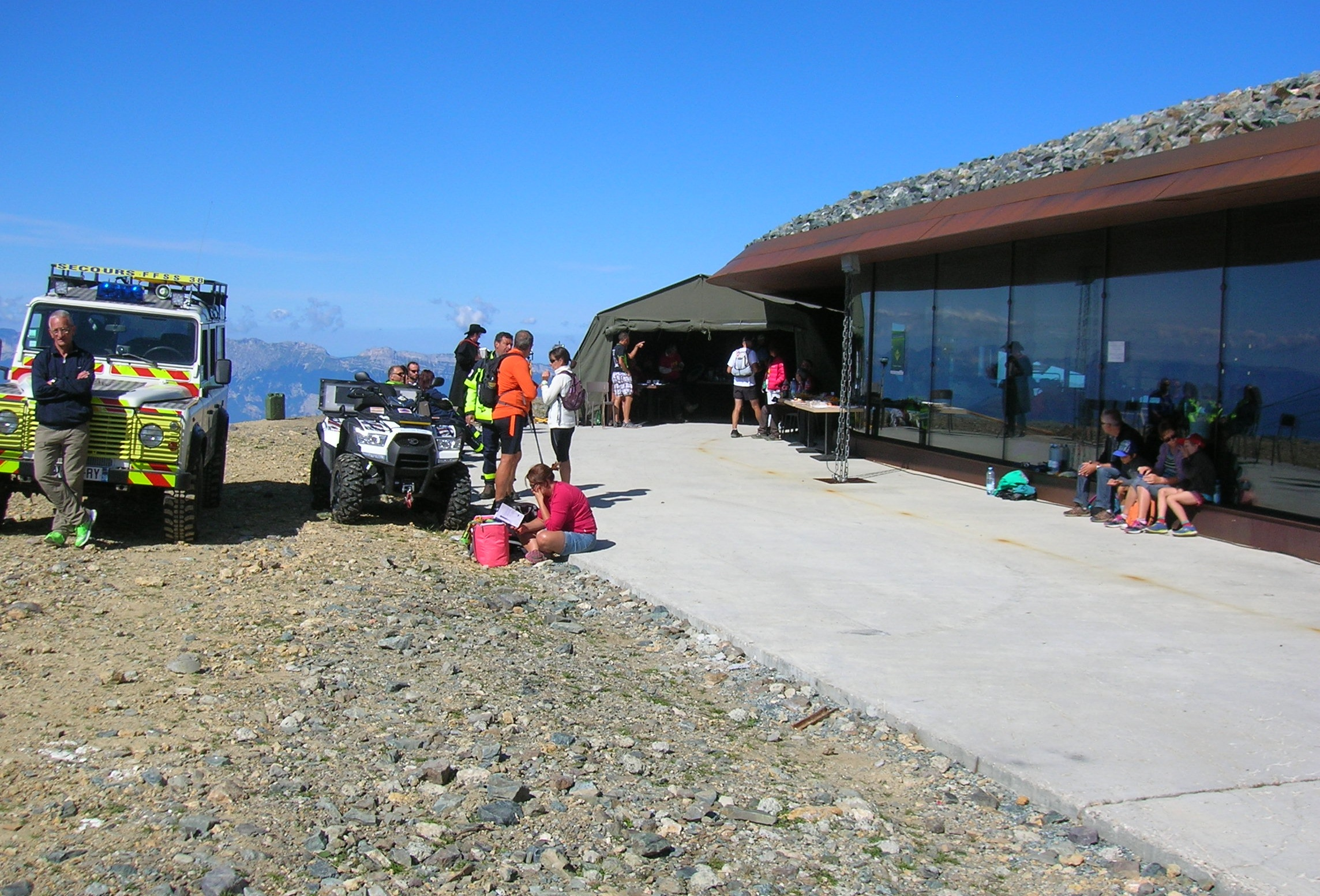
Ravitaillement de la Croix de Chamrousse.
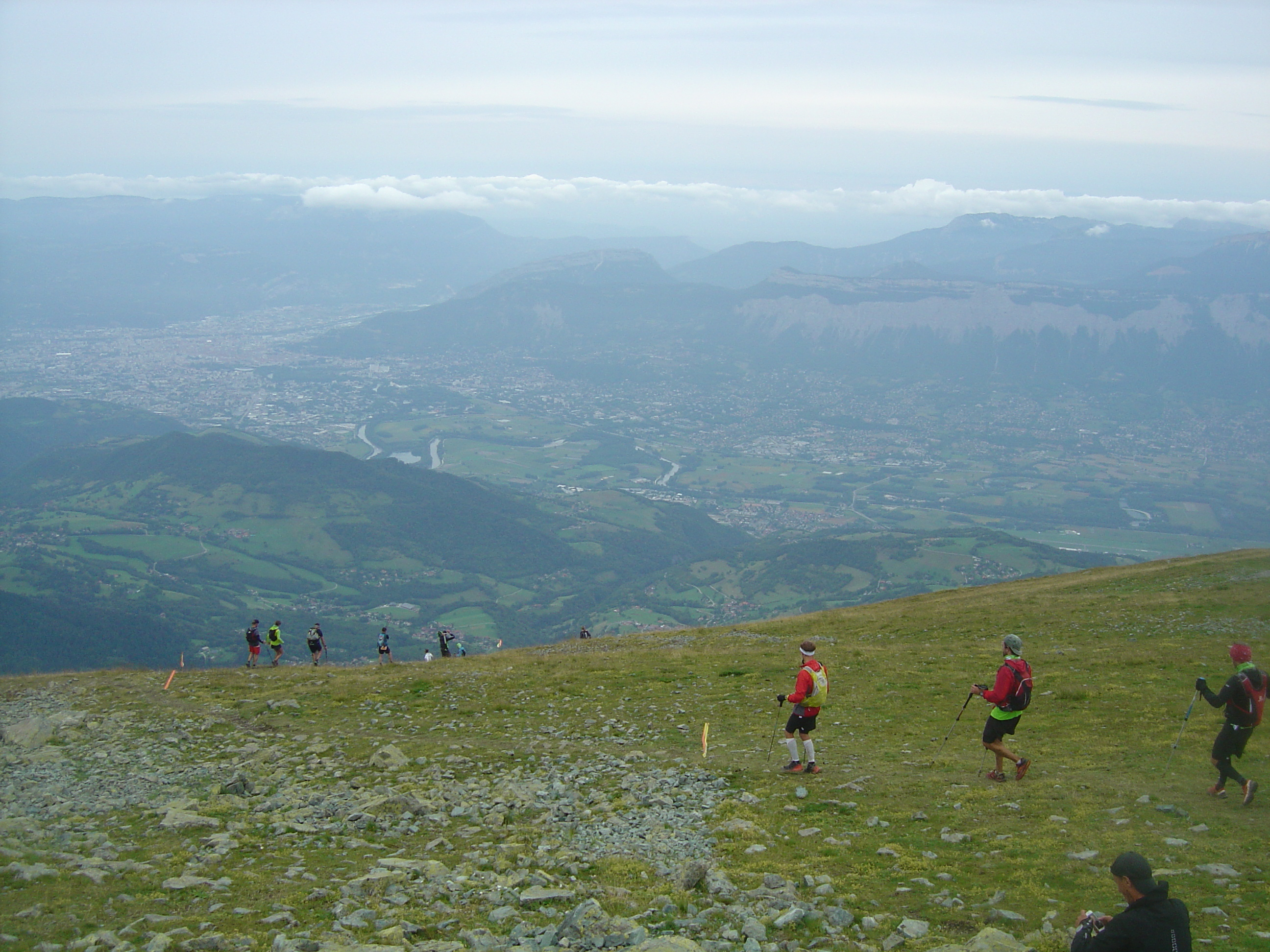
Début de la descente du Grand Colon (ancien parcours) et vue sur l'agglomération grenobloise.
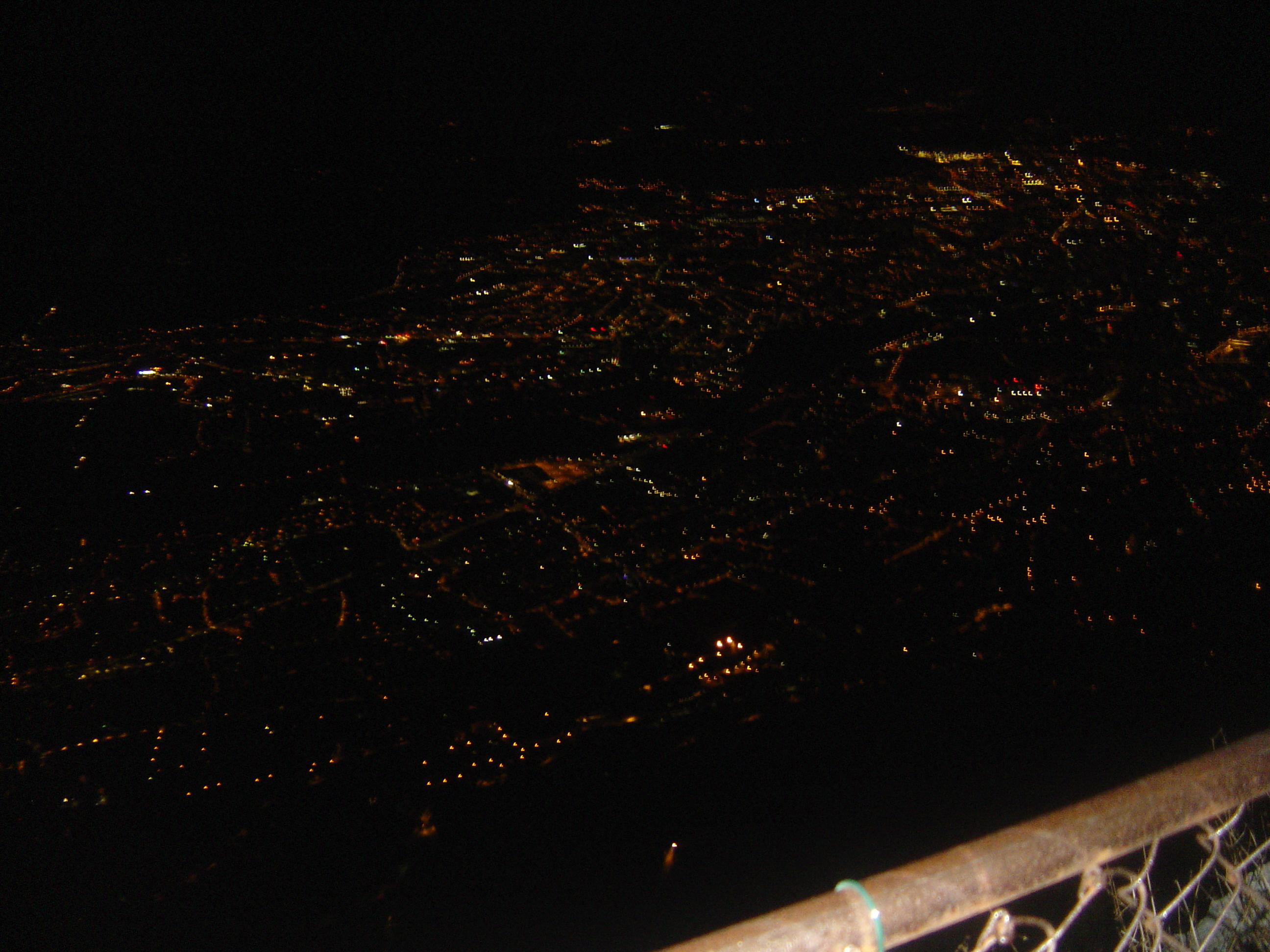
Vue de nuit sur Grenoble depuis le fort du Saint-Eynard.
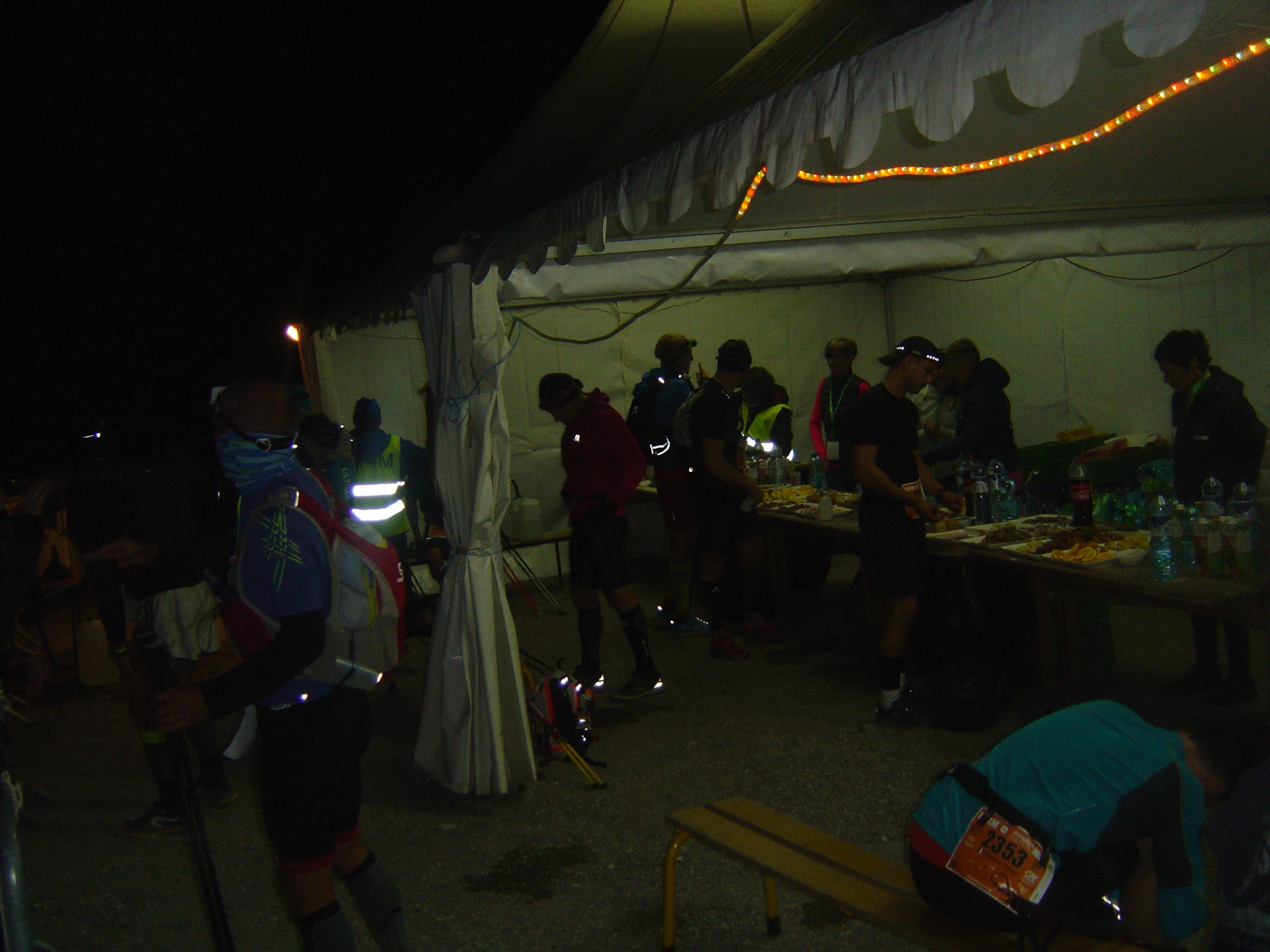
Ravitaillement nocturne au col de Vence.
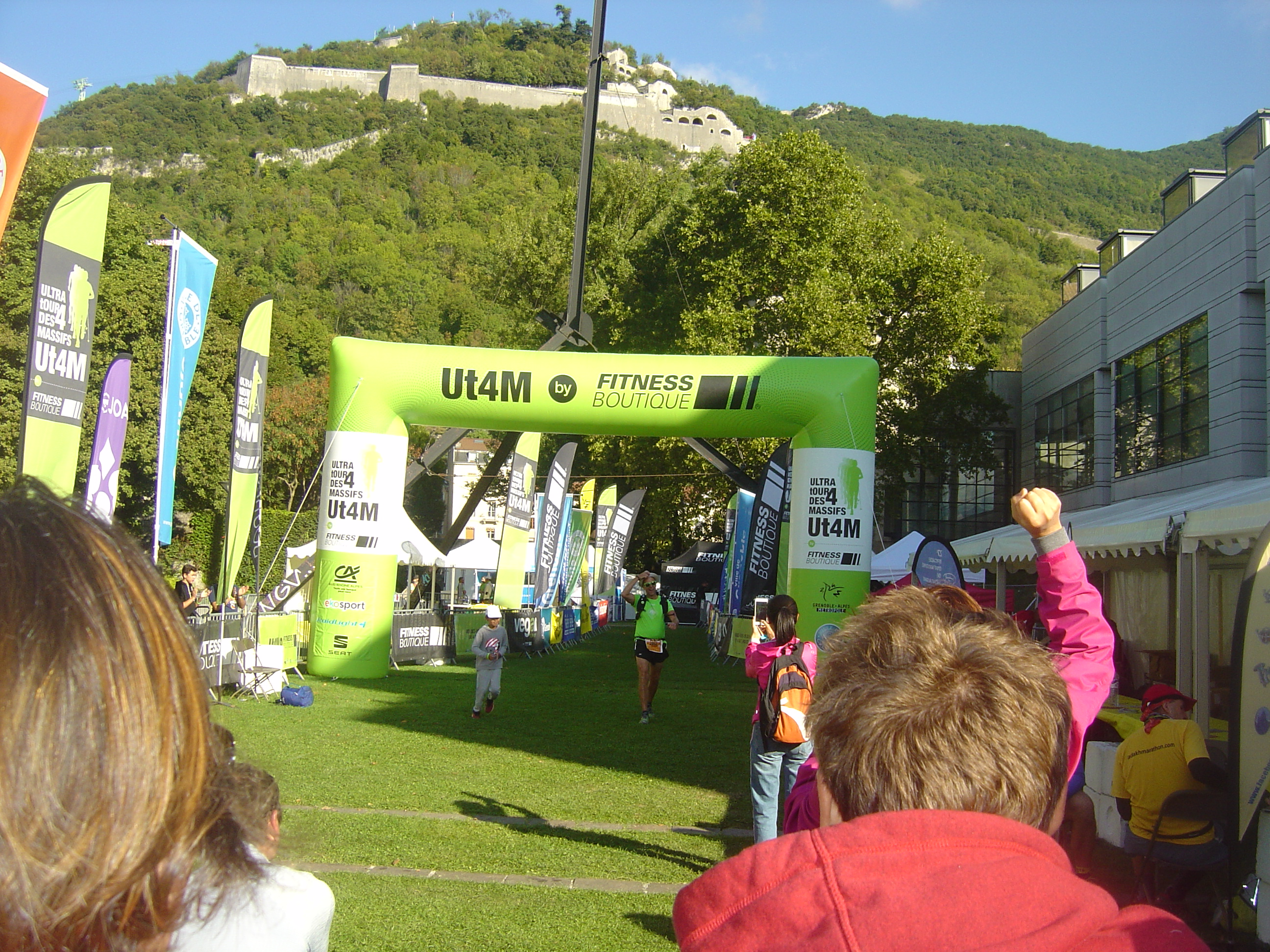
Le fort de la Bastille au-dessus de l'arrivée (ancien parcours) à Grenoble.

## Problèmes liés aux dernières éditions

### Edition 2019
L’édition 2019 de l’Ut4M a été annulée car les organisateurs ont été bloqués face aux dates de la course. En effet, un autre ultra-trail était organisé dans la même période que les dates initiales. L'Échappée-Belle devait se tenir sur le massif de Belledonne la semaine suivante.
Afin de toucher un plus grand nombre de coureurs, l’organisation a donc décidé de déplacer la course début juillet. Cependant, une autre course, le trail des Passerelles du Monteynard, se déroulait à ce moment-là. Les deux trails se chevauchaient sur une journée et il semblait compliqué de déplacer à nouveau les dates. À la suite de quelques tensions, les organisateurs ont décidé de reporter l’édition à l’année 2020 afin de trouver un meilleur consensus.

### Edition 2020
L’édition de 2020 qui était initialement prévue en juillet a été annulée. L’organisation de la course a annoncé le 5 mai dans un communiqué qu'à la suite des annonces gouvernementales d’interdiction de rassemblements de plus de 5 000 personnes à cause de la pandémie de coronavirus. Ils ont ainsi proposé aux coureurs de se retrouver du 15 au 18 juillet 2021 « dans une atmosphère favorable et dans de meilleures conditions de préparation et de course ». Cette décision a été prise dans le but de protéger la santé des coureurs, des bénévoles et des organisateurs qui devaient se rassembler pour l’occasion.

## Formats de course
Plusieurs formats de course sont organisés (les tracés pouvant légèrement varier, valeurs de 2016) :
- Ut4M 160 Xtrem (solo) : 169 km et 11 000 m de dénivelé positif à parcourir en solitaire (en traversant les 4 massifs : Belledonne, Oisans, Vercors, Chartreuse)
- Ut4M 160 relais : 169 km et 11 000 m de dénivelé positif à parcourir en équipe de 2 ou 4 coureurs (n'est plus proposé en 2025)
- Ut4M 160 Challenge : 169 km et 11 000 m de dénivelé positif réparties sur 4 jours (correspondant aux 4 Ut4M 40 Series).
- Ut4M 100 Master (anciennement Ut4M 90) : 95,2 km et 5 500 m de dénivelé positif à parcourir en solitaire. Ce parcours au départ d’Uriage, correspond à la partie Belledonne et Chartreuse de l'Ut4M 160 solo
- les Ut4M 40 Series : 
  - Ut4M 40 Vercors : 40 km et 2 670 m de dénivelé positif à parcourir en solitaire. Cette course au départ de Grenoble et arrivée à Vif, correspond à la partie Vercors de l’Ut4M 160 solo (1er massif).
  - Ut4M 40 Oisans : 47,1 km et 3 375 m de dénivelé positif à parcourir en solitaire. Cette course au départ de Vif et arrivée au Rioupéroux à Livet-et-Gavet, correspond à la partie Taillefer de l’Ut4M 160 solo (2e massif), première édition en 2016.
  - Ut4M 40 Belledonne : 41,6 km et 2 550 m de dénivelé positif à parcourir en solitaire. Cette course au départ des Clavaux, et arrivée à Saint-Nazaire-les-Eymes, correspond à la partie Belledonne de l’Ut4M 160 solo (3e massif), première édition en 2016.
  - Ut4M 40 Chartreuse : 42 km et 2 540 m de dénivelé positif à parcourir en solitaire. Cette course au départ de Saint-Nazaire-les-Eymes et arrivée à Grenoble, correspond à la partie Chartreuse de l’Ut4M 160 solo (4e massif).
- Ut4M vertical : 2,5 km et 1 000 m de dénivelé positif à parcourir en solitaire; Montée du Rioupéroux à l'Arselle (Chamrousse) (n'est plus proposé en 2025)

Plusieurs autres formats sont aujourd'hui disponibles. En 2021, les coureurs pourront également participer à l'Ut4M Challenge 80, l'Ut4M Vercors 20, l'Ut4M Taillefer 20, l'Ut4M Belledonne 20, l'Ut4M Chartreuse 20, ainsi que l'Ut4M Trail du cœur 10.

## Palmarès Ut4M 160 solo

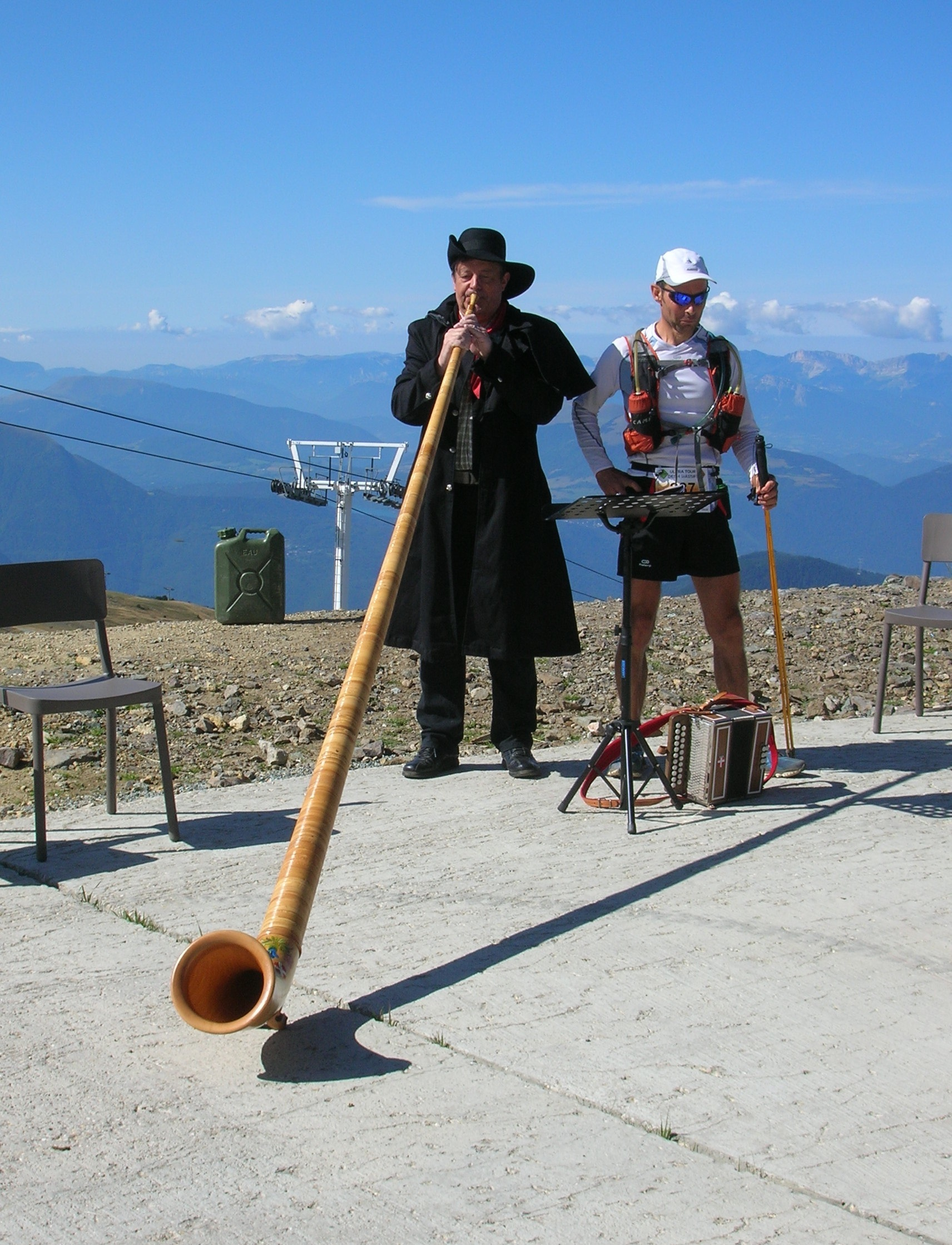
Cor des Alpes à la Croix de Chamrousse sur l'UT4M 2015

### 2013
| Hommes | Hommes           | Hommes           |  | Femmes | Femmes            | Femmes           |
| Rang   | Athlète          | Temps            |  | Rang   | Athlète           | Temps            |
| ------ | ---------------- | ---------------- |  | ------ | ----------------- | ---------------- |
| 1      | Fabrice Arène    | 29 h 25 min 52 s |  | 1      | Géraldine Leroy   | 34 h 43 min 28 s |
| 2      | Nicolas Moyroud  | 29 h 55 min 20 s |  | 2      | Bénédicte Paturel | 34 h 43 min 28 s |
| 3      | Jean-Marc Durand | 30 h 32 min 52 s |  | 3      | Isabelle Velarde  | 37 h 13 min 03 s |

### 2014
| Hommes | Hommes               | Hommes           |  | Femmes | Femmes                | Femmes           |
| Rang   | Athlète              | Temps            |  | Rang   | Athlète               | Temps            |
| ------ | -------------------- | ---------------- |  | ------ | --------------------- | ---------------- |
| 1      | Frédéric Desplanches | 26 h 03 min 51 s |  | 1      | Susana Simoes         | 31 h 51 min 34 s |
| 2      | Rémy Marcel          | 26 h 16 min 13 s |  | 2      | Kirsty Hewitson       | 34 h 07 min 53 s |
| 3      | Telmo Veloso         | 26 h 44 min 07 s |  | 3      | Bonnie Van Wilgenburg | 34 h 08 min 05 s |

### 2015
| Hommes | Hommes          | Hommes           |  | Femmes | Femmes            | Femmes           |
| Rang   | Athlète         | Temps            |  | Rang   | Athlète           | Temps            |
| ------ | --------------- | ---------------- |  | ------ | ----------------- | ---------------- |
| 1      | Michel Cercueil | 28 h 59 min 40 s |  | 1      | Fanny Coyne       | 33 h 26 min 17 s |
| 2      | Thomas Pigois   | 29 h 30 min 06 s |  | 2      | Isabelle Lambert  | 38 h 28 min 46 s |
| 3      | Luca Papi       | 30 h 28 min 43 s |  | 3      | Anne-France Julia | 39 h 53 min 37 s |

### 2016
| Hommes | Hommes        | Hommes           |  | Femmes | Femmes            | Femmes           |
| Rang   | Athlète       | Temps            |  | Rang   | Athlète           | Temps            |
| ------ | ------------- | ---------------- |  | ------ | ----------------- | ---------------- |
| 1      | Jeremy Lavy   | 26 h 35 min 53 s |  | 1      | Alexandra Rousset | 34 h 07 min 27 s |
| 2      | Hugo Monville | 27 h 42 min 27 s |  | 2      | Karen Nash        | 34 h 31 min 11 s |
| 3      | Samuel Vergès | 28 h 36 min 00 s |  | 3      | Marjolein Bil     | 34 h 31 min 13 s |

### 2017
| Hommes | Hommes         | Hommes           |  | Femmes | Femmes           | Femmes           |
| Rang   | Athlète        | Temps            |  | Rang   | Athlète          | Temps            |
| ------ | -------------- | ---------------- |  | ------ | ---------------- | ---------------- |
| 1      | Renaud Rouanet | 27 h 14 min 19 s |  | 1      | Angélique Plaire | 35 h 30 min 18 s |
| 2      | Morgan Aubert  | 27 h 54 min 35 s |  | 2      | Sylvie Quittot   | 36 h 30 min 38 s |
| 3      | Nicolas Firmin | 28 h 33 min 26 s |  | 3      | Hélène Haegel    | 37 h 53 min 06 s |

### 2018
| Hommes | Hommes          | Hommes           |  | Femmes | Femmes            | Femmes           |
| Rang   | Athlète         | Temps            |  | Rang   | Athlète           | Temps            |
| ------ | --------------- | ---------------- |  | ------ | ----------------- | ---------------- |
| 1      | Lucien Loyer    | 27 h 18 min 08 s |  | 1      | Isabelle Lambert  | 35 h 16 min 30 s |
| 2      | Ramon Casanovas | 27 h 46 min 40 s |  | 2      | Julie Puthoste    | 37 h 51 min 33 s |
| 3      | Loic Viard      | 27 h 52 min 44 s |  | 3      | Véronique Messina | 38 h 51 min 49 s |

### 2021
| Hommes | Hommes               | Hommes           |  | Femmes | Femmes            | Femmes           |
| Rang   | Athlète              | Temps            |  | Rang   | Athlète           | Temps            |
| ------ | -------------------- | ---------------- |  | ------ | ----------------- | ---------------- |
| 1      | Maël Prigent         | 29 h 04 min 46 s |  | 1      | Lucie Croissant   | 32 h 08 min 42 s |
| 2      | Jean-Baptiste Lalart | 29 h 28 min 21 s |  | 2      | Claire Bannwarth  | 32 h 20 min 12 s |
| 3      | Alexandre Boucheix   | 30 h 03 min 30 s |  | 3      | Sandrine Béranger | 34 h 56 min 36 s |

### 2022
| Hommes | Hommes             | Hommes           |  | Femmes | Femmes               | Femmes           |
| Rang   | Athlète            | Temps            |  | Rang   | Athlète              | Temps            |
| ------ | ------------------ | ---------------- |  | ------ | -------------------- | ---------------- |
| 1      | Alexandre Boucheix | 28 h 28 min 56 s |  | 1      | Valentina Michielli  | 33 h 23 min 59 s |
| 2      | Nicolas Prin       | 29 h 56 min 13 s |  | 2      | Maria Ilaria Fossati | 45 h 46 min 47 s |
| 3      | Steeve Dobert      | 32 h 24 min 51 s |  | 3      | Isabelle Lambert     | 49 h 02 min 58 s |

### 2023
| Hommes | Hommes              | Hommes           |  | Femmes | Femmes          | Femmes           |
| Rang   | Athlète             | Temps            |  | Rang   | Athlète         | Temps            |
| ------ | ------------------- | ---------------- |  | ------ | --------------- | ---------------- |
| 1      | Régis Ruchaud       | 27 h 41 min 56 s |  | 1      | Lucie Croissant | 35 h 34 min 54 s |
| 2      | Maxime Hourdebaigts | 30 h 45 min 49 s |  | 2      | Kaori Niwa      | 36 h 32 min 57 s |
| 3      | Alexandre Kazantsev | 31 h 46 min 37 s |  | 3      | Alice Mitaut    | 40 h 35 min 53 s |

## Palmarès autres courses

### Ut4M 100 Master
| Édition | Date            | Hommes | Hommes                   | Hommes           | Femmes | Femmes           | Femmes           |
| Édition | Date            | Rang   | Athlète                  | Temps            | Rang   | Athlète          | Temps            |
| ------- | --------------- | ------ | ------------------------ | ---------------- | ------ | ---------------- | ---------------- |
| 1re     | 23 aout 2013    | 1er    | Christophe Schneider     | 09 h 16 min 56 s | 15e    | Fanny Coyne      | 12 h 15 min 24 s |
| 2e      | 23 aout 2014    | 1er    | René-Paul Vitry          | 11 h 12 min 36 s | 13e    | Emeline Duhamel  | 14 h 32 min 37 s |
| 3e      | 22 aout 2015    | 1er    | Arnaud Lejeune           | 11 h 15 min 49 s | 7e     | Gaelle Giot      | 14 h 55 min 40 s |
| 4e      | 20 aout 2016    | 1er    | Gwenael Le Boulch        | 08 h 48 min 37 s | 10e    | Lisa Borzani     | 10 h 48 min 09 s |
| 5e      | 18 aout 2017    | 1er    | Nicolas Lambert          | 11 h 20 min 54 s | 11e    | Lisa Borzani     | 14 h 14 min 04 s |
| 6e      | 25 aout 2018    | 1er    | Benoît Girondel          | 11 h 11 min 27 s | 48e    | Hélène Haegel    | 15 h 24 min 17 s |
| 7e      | 17 juillet 2021 | 1er    | Jacques Guivarch         | 12 h 09 min 21 s | 33e    | Marion Rousselon | 15 h 58 min 11 s |
| 8e      | 23 juillet 2022 | 1er    | Stéphane Evêque-Mourroux | 12 h 45 min 02 s | 22e    | Christine Selman | 16 h 23 min 03 s |

### Ut4M 40 Chartreuse
| Édition | Date            | Hommes | Hommes              | Hommes          | Femmes | Femmes           | Femmes          |
| Édition | Date            | Rang   | Athlète             | Temps           | Rang   | Athlète          | Temps           |
| ------- | --------------- | ------ | ------------------- | --------------- | ------ | ---------------- | --------------- |
| 1re     | 23 aout 2014    | 1er    | Pierre-Marie Dejean | 4 h 36 min 25 s | 27e    | Maela Jaouen     | 6 h 09 min 55 s |
| 2e      | 22 aout 2015    | 1er    | Aurélien Collet     | 4 h 36 min 24 s | 14e    | Émilie Deronzier | 5 h 26 min 42 s |
| 3e      | 20 aout 2016    | 1er    | Pierre-Hugo Romain  | 4 h 28 min 55 s | 10e    | Garance Blaut    | 5 h 03 min 29 s |
| 4e      | 19 aout 2017    | 1er    | Benjamin Allouche   | 4 h 25 min 42 s | 14e    | Gill Fowler      | 5 h 36 min 19   |
| 5e      | 26 aout 2018    | 1er    | Nicolas Hairon      | 4 h 03 min 44 s | 13e    | Gaëlle Decorse   | 5 h 13 min 23 s |
| 6e      | 18 juillet 2021 | 1er    | Nicolas Hairon      | 4 h 22 min 46 s | 22e    | Laure Rebuffet   | 5 h 57 min 41 s |
| 7e      | 24 juillet 2022 | 1er    | Fabrice Arene       | 4 h 06 min 06 s | 17e    | Flora Baroche    | 5 h 30 min 41 s |

### Ut4M 40 Vercors
| Édition | Date            | Hommes | Hommes                | Hommes          | Femmes | Femmes           | Femmes          |
| Édition | Date            | Rang   | Athlète               | Temps           | Rang   | Athlète          | Temps           |
| ------- | --------------- | ------ | --------------------- | --------------- | ------ | ---------------- | --------------- |
| 1re     | 21 aout 2015    | 1er    | Aurélien Collet       | 4 h 09 min 45 s | 10e    | Camille Bruyas   | 5 h 46 min 10 s |
| 2e      | 19 aout 2016    | 1er    | Jonathan Coulon       | 5 h 30 min 42 s | 8e     | Amandine Galindo | 6 h 17 min 50 s |
| 3e      | 19 aout 2017    | 1er    | Gabriel Chamel        | 4 h 43 min 48 s | 5e     | Gill Fowler      | 5 h 35 min 28 s |
| 4e      | 23 aout 2018    | 1er    | Jean-Daniel Rebreyend | 4 h 32 min 58 s | 17e    | Marylou Renault  | 5 h 35 min 59 s |
| 5e      | 15 juillet 2021 | 1er    | Pierre Massucco       | 4 h 46 min 02 s | 15e    | Manon Besson     | 5 h 30 min 49 s |
| 6e      | 21 juillet 2022 | 1er    | Joel Minguet Lopez    | 4 h 14 min 59 s | 16e    | Marion Zaradzky  | 5 h 37 min 32 s |

### Ut4M 40 Oisans
| Édition | Date            | Hommes | Hommes              | Hommes          | Femmes | Femmes            | Femmes          |
| Édition | Date            | Rang   | Athlète             | Temps           | Rang   | Athlète           | Temps           |
| ------- | --------------- | ------ | ------------------- | --------------- | ------ | ----------------- | --------------- |
| 1re     | 17 aout 2016    | 1er    | Dan Boutelier       | 6 h 45 min 15 s | 2e     | Camille Bruyas    | 6 h 55 min 33 s |
| 2e      | 17 aout 2017    | 1er    | Julien Passelaigue  | 6 h 12 min 21 s | 5e     | Vanessa Hernandez | 7 h 28 min 35 s |
| 3e      | 24 aout 2018    | 1er    | Raúl Criado Sánchez | 5 h 43 min 48 s | 7e     | Laure Rebuffet    | 7 h 06 min 30 s |
|         | 16 juillet 2021 |        | Annulé              |                 |        | Annulé            |                 |

### Ut4M 40 Belledonne
| Édition | Date            | Hommes | Hommes           | Hommes          | Femmes | Femmes         | Femmes          |
| Édition | Date            | Rang   | Athlète          | Temps           | Rang   | Athlète        | Temps           |
| ------- | --------------- | ------ | ---------------- | --------------- | ------ | -------------- | --------------- |
| 1re     | 18 aout 2016    | 1er    | Vivien Vachet    | 5 h 52 min 06 s | 5e     | Kaori Yokoyama | 6 h 28 min 13 s |
| 2e      | 18 aout 2017    | 1er    | Nicolas Hairon   | 4 h 21 min 26 s | 4e     | Gaëlle Decorse | 5 h 36 min 46 s |
| 3e      | 25 aout 2018    | 1er    | Antoine Girardet | 5 h 18 min 42 s | 8e     | Taleux Nellie  | 6 h 08 min 25 s |
| 4e      | 17 juillet 2021 | 1er    | Alvin Lair       | 5 h 04 min 43 s | 6e     | Gaëlle Decorse | 6 h 10 min 37 s |
| 5e      | 23 juillet 2022 | 1er    | Anthony Costa    | 5 h 04 min 43 s | 27e    | Claire Dauchez | 7 h 40 min 10 s |

### Ut4M kilomètre vertical
| Édition | Date         | Hommes | Hommes            | Hommes      | Femmes | Femmes               | Femmes          |
| Édition | Date         | Rang   | Athlète           | Temps       | Rang   | Athlète              | Temps           |
| ------- | ------------ | ------ | ----------------- | ----------- | ------ | -------------------- | --------------- |
| 1re     | 20 aout 2015 | 1er    | Julien Chorier    | 38 min 50 s | 3e     | Christel Dewalle     | 39 min 29 s     |
| 2e      | 18 aout 2016 | 1er    | Nicolas Perrier   | 38 min 38 s | 11e    | Marianna Jagercikova | 46 min 24 s     |
| 3e      | 9 juin 2017  | 1er    | Mathieu Jacquet   | 44 min 29 s | 28e    | Nellie Taleux        | 1 h 01 min 05 s |
| 4e      | 25 mai 2018  | 1er    | Camille Casparros | 45 min 47 s | 20e    | Marie-Anne Chevally  | 1 h 07 min 27 s |